# Renault 8
De Renault 8 en Renault 10 zijn beide een vierdeurs-sedan van Renault die gebouwd werden tussen 1962 en 1971. In Spanje liep de productie bij FASA-Renault tot 1976 door, voor de Spaanse en Mexicaanse markt.

## Geschiedenis
De Renault 8 werd geïntroduceerd in juli 1962 en was gebaseerd op de Renault Dauphine. De auto leek veel op de Simca 1000, die een jaar eerder op de markt kwam en door Simca en Fiat werd ontwikkeld. De hoekige carrosserie had een platte voorklep die iets indeukte in het midden. De Renault 8 was uitgerust met de Cléon-Fonte motor en had schijfremmen rondom. Voor een betrekkelijk lage prijs was het een sportieve gezinswagen. In 1969 kostte de R8 in Nederland 5.595 gulden.

### Renault 10
In 1965 kwam een luxere versie op de markt, de Renault 10. Deze had praktisch dezelfde afmetingen als de R8; alleen was hij 20 centimeter langer. Toch maakte de R10 een slankere en grotere indruk. De voorklep was vlak en breed en de neus met een gewelfde dunne chroombumper zag er heel anders uit. In 1969 kostte de R10 in Nederland 6.250 gulden.

### Gordini
Om races te rijden met de Renault 8, ontwikkelde racer en tuner Gordini in 1964 de Renault 8 Gordini 1100 (type 1134), herkenbaar aan het voorfront met enkel grotere koplampen; in 1965 opgevolgd door de R8 Gordini 1300 (type 1135) met een 103 pk motor, die een topsnelheid van 175 km/uur mogelijk maakte en een gewijzigd voorfront met vier koplampen kreeg.
De Renault 8 en Renault 10 werden van 1966 tot 1970 ook in Bulgarije gebouwd door Bulgarrenault. Dacia bouwde de Renault 8 van 1968 tot 1971 in Roemenië, onder de naam Dacia 1100.

## Technische details
- watergekoelde 4 takt, viercilinder lijnmotor achterin.
- cilinderinhoud 956 cc (Renault 8), of 1108 cc (Renault 8 Major, Renault 10)
- Solex carburateur.
- vier versnellingen handgeschakeld, vanaf 1964 volledig gesynchroniseerd, of drie versnellingen automaat
- tankinhoud 38 liter.
- elektrische installatie 12 volt
- kruissnelheid 110 km/u.
- gemiddeld verbruik 1:13,5

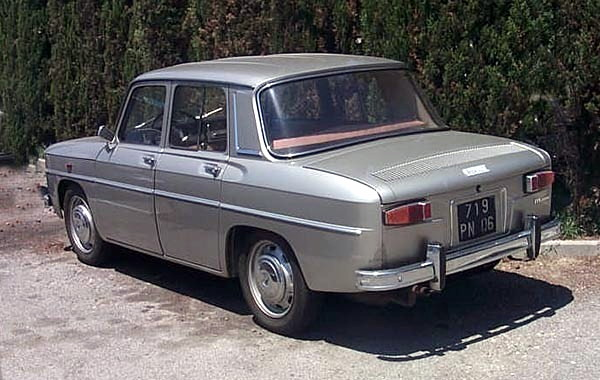
Renault 8
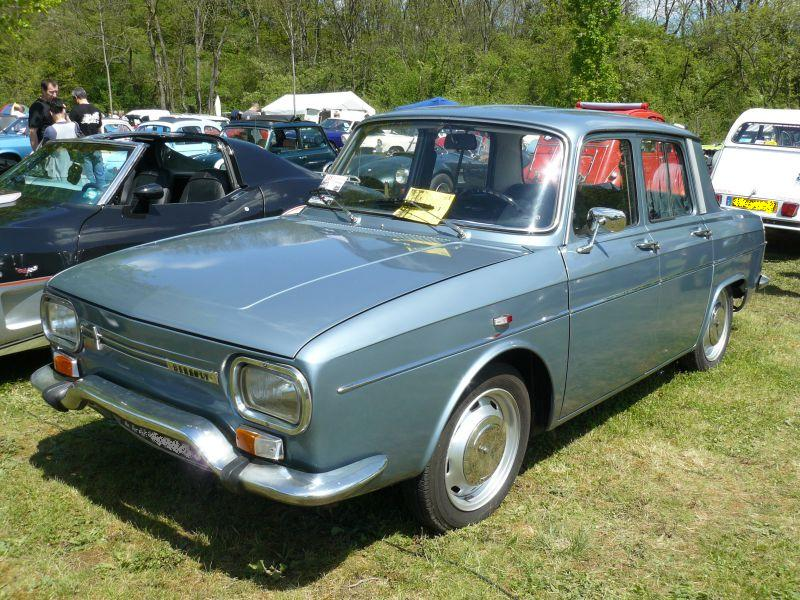
Renault 10
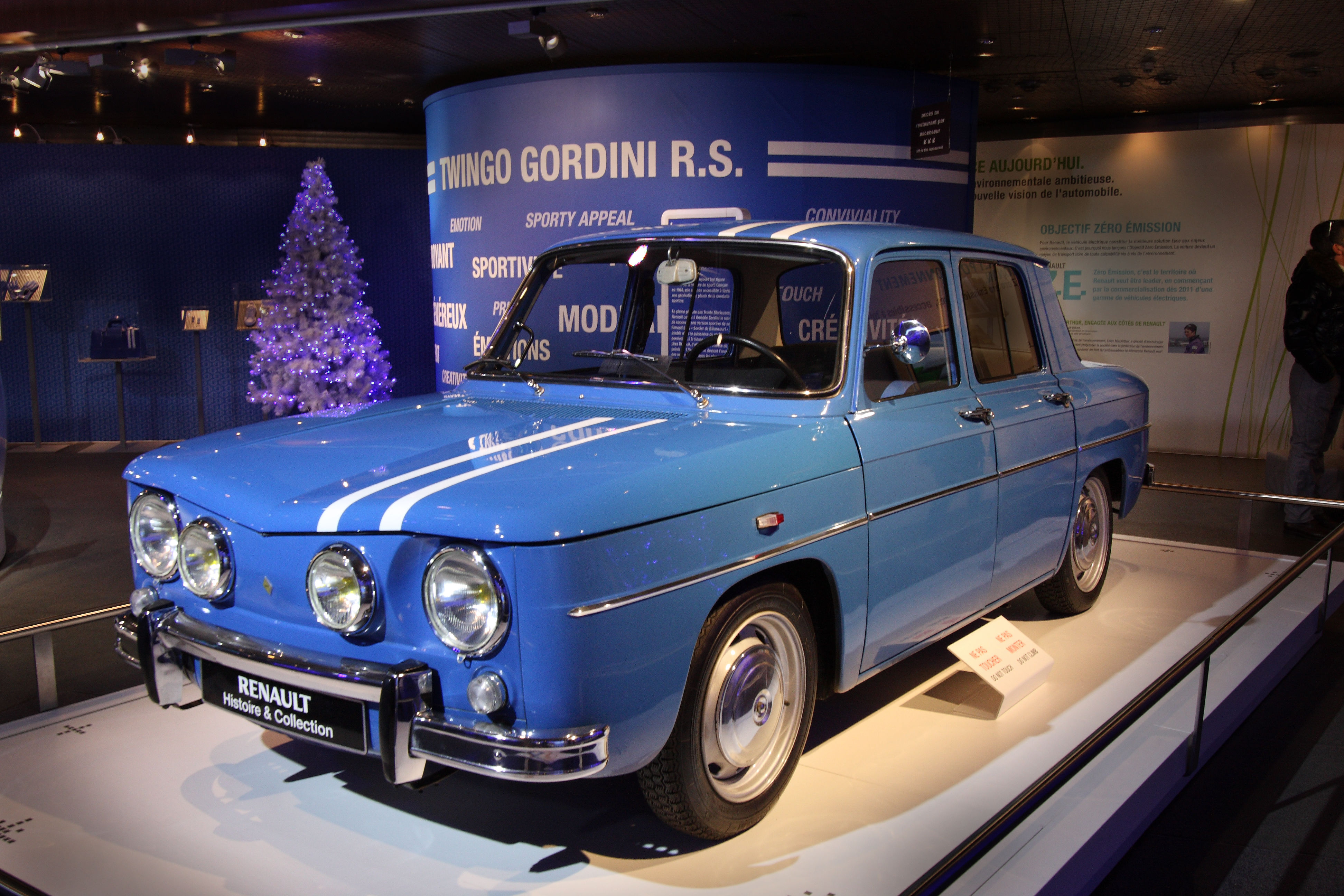
Renault 8 Gordini 1100

In productie:
5 E-Tech · 
Arkana · 
Austral · 
Captur · 
Clio · 
Espace · 
Kadjar · 
Kangoo · 
Koleos · 
Master · 
Mégane · 
Mégane E-Tech · 
Rafale · 
Scenic E-Tech · 
Symbioz · 
Symbol · 
Trafic · 
Twingo · 
Twingo Electric · 
Zoe

Uit productie:
3 · 
4 · 
5 · 
6 · 
7 · 
8 · 
9 · 
10 · 
11 · 
12 · 
14 · 
15 · 
16 · 
17 · 
18 · 
19 · 
20 · 
21 · 
25 · 
30 · 
2CV · 
4CV · 
Avantime · 
Caravelle · 
Dauphine · 
Domaine · 
Estafette ·
Express · 
Floride · 
Fluence ·
Frégate · 
Fuego · 
Juvaquatre ·
Laguna · 
Latitude · 
Modus · 
Nervastella · 
Novaquatre · 
Ondine · 
Prairie · 
Primaquatre · 
Rodeo · 
Safrane · 
Savanne · 
Scénic · 
Spider · 
Talisman · 
Thalia · 
Twizy · 
Vel Satis · 
Vivasport · 
Vivastella · 
Wind